# Arkivkilogrammet

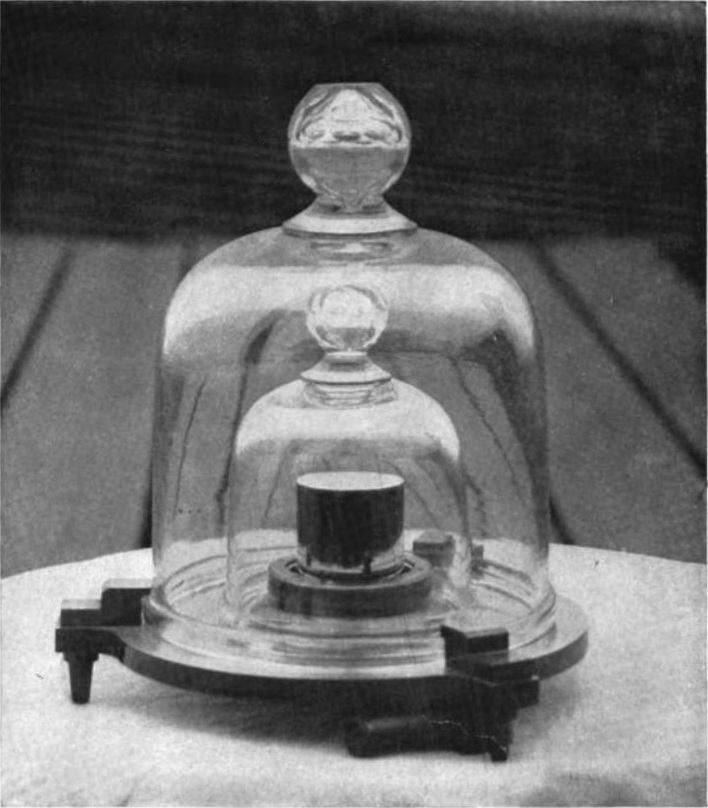
Den första systerkopian av arkivkilogrammet, vilken sedan 1884
förvaras hos National Institute of Standards and Technology i USA

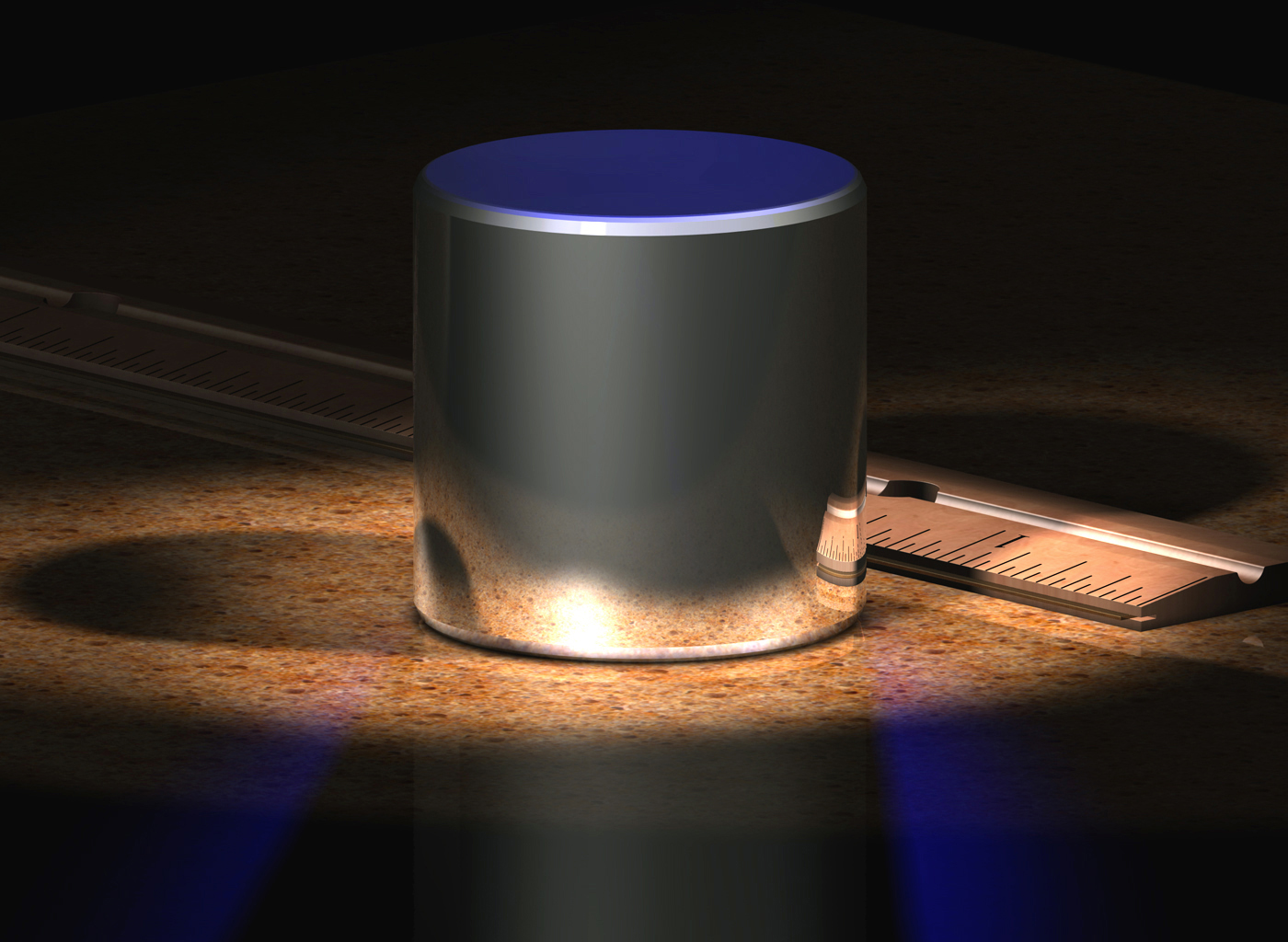
En datorrenderad bild av arkivkilogrammet

Förändring av massa över tiden mellan de nationella prototyperna K21–K40 och två av systerkopiorna till arkivkilogrammet

Arkivkilogrammet var fram till den 20 maj 2019 den internationella kilogramprototypen för massa i SI. Den internationella grundenheten för massa är ett kilogram. Det definierades tidigare som massan hos arkivkilogrammet som förvarades i Paris. 
Det fanns också nationella prototyper i olika länder. Deras massa bestämdes genom kalibrering mot arkivkilogrammet. Den svenska kilogramprototypen, Rikskilogrammet‚ förvaras av Sveriges Tekniska Forskningsinstitut i Borås.
Arkivkilogrammet förvaras, tillsammans med dess sex officiella systerkopior, hos Bureau International des poids et mesures (BIPM) i Sèvres utanför Paris. Arkivkilogrammet är gjort av en legering av 90 % platina och 10 % iridium, en blandning som ska minimera risken för att massan förändras på grund av oxidation eller slitage. Höjd och diameter är 39mm, med lätt avrundade kanter. Den tillverkades 1879 i juvelerardistriktet Hatton Garden i London. Prototypen förvaras under tre glaskupor i ett kassavalv under sträng bevakning, både säkerhetsmässigt och miljömässigt. Tre separat förvarade nycklar behövs för att valvet ska kunna öppnas. 
BIPM har från 1889 och framåt tillverkat över 80 kopior att användas som nationella prototyper.

## Problem med arkivprototypmätning
Problemet med denna definition var att det inte gick att säkerställa ett stabilt mått över tiden eller att använda ett tillräckligt noga mått i olika länder. Arkivkilogrammet och dess kopior förändrades över tiden. Skillnader på upp till 69 mikrogram har mätts upp. Det gick heller inte att veta om arkivkilogrammet var stabilt eller om det hade ökat i vikt genom någon kemisk process såsom rengöring eller minskat i vikt genom slitage. 

## Ny definition av kilogram
Ingen av SI-enheterna definieras numera med ett fysiskt föremål. Således definieras till exempel sedan 1967 längdmåttet meter inte längre mot en arkivmeter i Paris. 
Strävan har varit att enheterna ska definieras av en grundläggande fysikalisk egenskap, vilken kan tas fram experimentellt, självständigt på olika platser. Massmått definieras numera genom att utnyttja Plancks konstant (h) i beräkning av först mekanisk och sedan elektrisk kraft mätt i watt. Från kraften i watt kan kraften beräknas i termer av Plancks konstant, och därifrån i massenheter. Eftersom mätningar sker på kvantmekanisk nivå, företrädesvis med mätinstrumentet wattvåg (engelska: watt balance), uppstår besvärliga mätförhållanden. Wattvågen mäter ett objekts massa såsom proportionell till produkten av dess elektriska styrka och spänning (som alltså mäts i watt).
En omdefinition av massenheten kilogram skedde 2019. Man har nu med hög noggrannhet mätt arkivkilogrammet med denna metod, och fastställt vikten i Planckkonstanttermer.